# 999
سنة 999 م هي سنة بسيطة تبدأ يوم الأحد حسب التقويم اليولياني

## أحداث
- القراخانيون يقومون بغزو شمالي نهر سيحون وهو ما يؤدي إلى سقوط الدولة السامانية. ويجري تقاسم أراضي الدولة السامنية بين الغزنويون والقراخانيون.
- قائد أحد عشائر الفايكنج سيغمندور بريستيسون [الإنجليزية] يُدخل المسيحية إلى جزر فارو.

## مواليد
- ابن رشيق القيرواني

## وفيات
- صبح البشكنجية سلطانة الحكم المستنصر بالله وأم هشام المؤيد بالله.